# 1509

## أحداث
- 2 فبراير - وقوع معركة ديو حيث هزم البرتغاليون تحالفا من الهنود والمسلمين والإيطاليين
- 21 أبريل تتويج هنري الثامن ملكاً على إنجلترا خلفا لأبيه هنري السابع.

## مواليد
- جان كالفن

## وفيات
- هنري السابع ملك إنجلترا